# Дезанж, Луи Уильям
Луи Уильям Дезанж (англ. Louis William Desanges; 1822[…] — 1906) — английский художник французского происхождения, наиболее известный батальными портретами кавалеров креста Виктории — высшей награды за доблесть в Великобритании.

## Биография
Родился во французской дворянской семье, задолго до его рождения поселившейся в Англии, пользовался титулом шевалье. В юности путешествовал по Франции и Италии, в 1845 году поселился в Лондоне. Позже посещал также Индию.
Дезанж начинал в жанре батальной живописи, затем перешел на портрет, так как этот жанр оказался более прибыльным. Несколько позже Дезанжу пришло в голову совместить эти два жанра. Это случилось, когда полковник Роберт Лойд-Линдси заказал ему портрет, на котором пожелал увидеть себя в момент битвы на Альме (эпизод Крымской войны), за которую был награждён Крестом Виктории. Художник выполнил заказ, после чего у него родилась идея создать целую галерею кавалеров креста Виктории, изображённых в момент совершения подвига, принесшего им награду. 
Всего Дезанж создал 50 таких картин. Они были приобретены тем же самым Лойд-Линдси, с которого серия когда-то началась. Лойд-Линдси разместил их в специальной галерее Креста Виктории. 
К сожалению, в 20 веке коллекция оказалась продана, причем картины продавались по одной, и теперь находятся в различных частных коллекциях.
Кроме этой серии работ, Дезанж писал и другие портреты, а также батальные сцены. Он регулярно выставлялся в Королевской академии с 1846 по 1887 год.

## Галерея

### Портреты кавалеров Креста Виктории

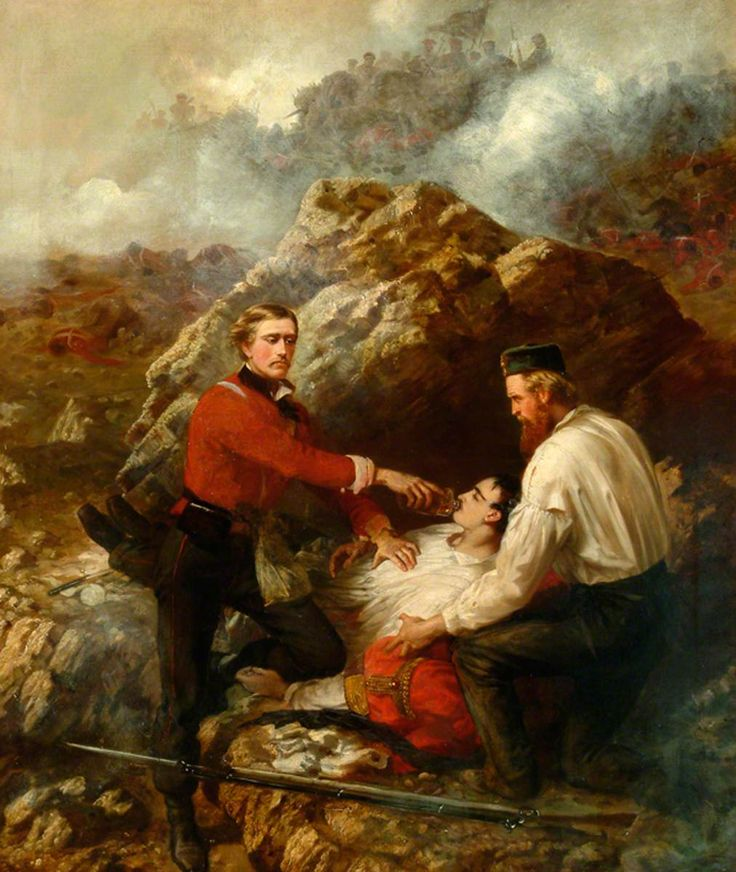
Помощник хирурга Сильвестр, пытающийся с помощью Роберта Шилдса спасти жизнь лейтенанта Динели.
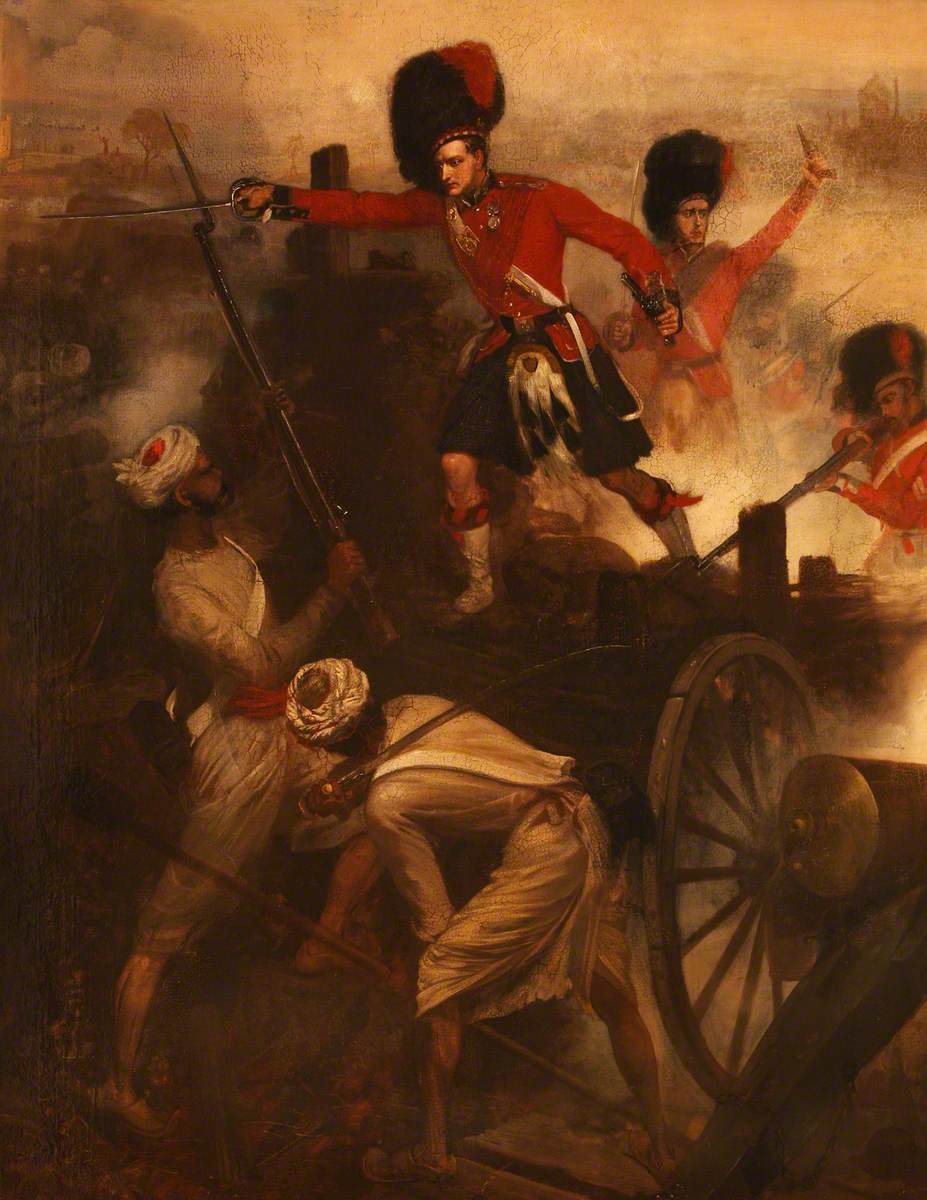
Фрэнсис Фаркхарсон в битве при Лакхнау, Индия, 1858 год.
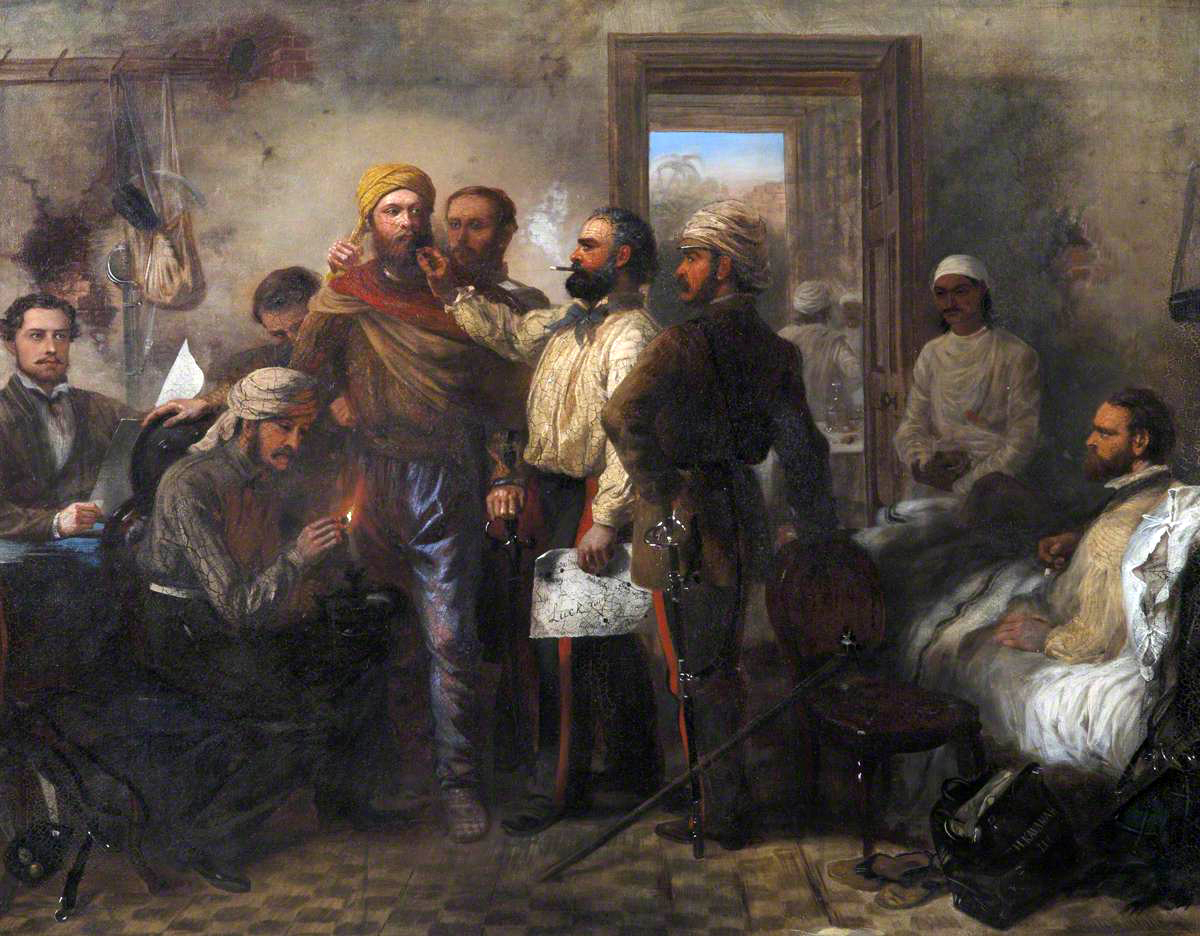
Томас Генри Каваган переодевается шерпой во время осады Лакхану.
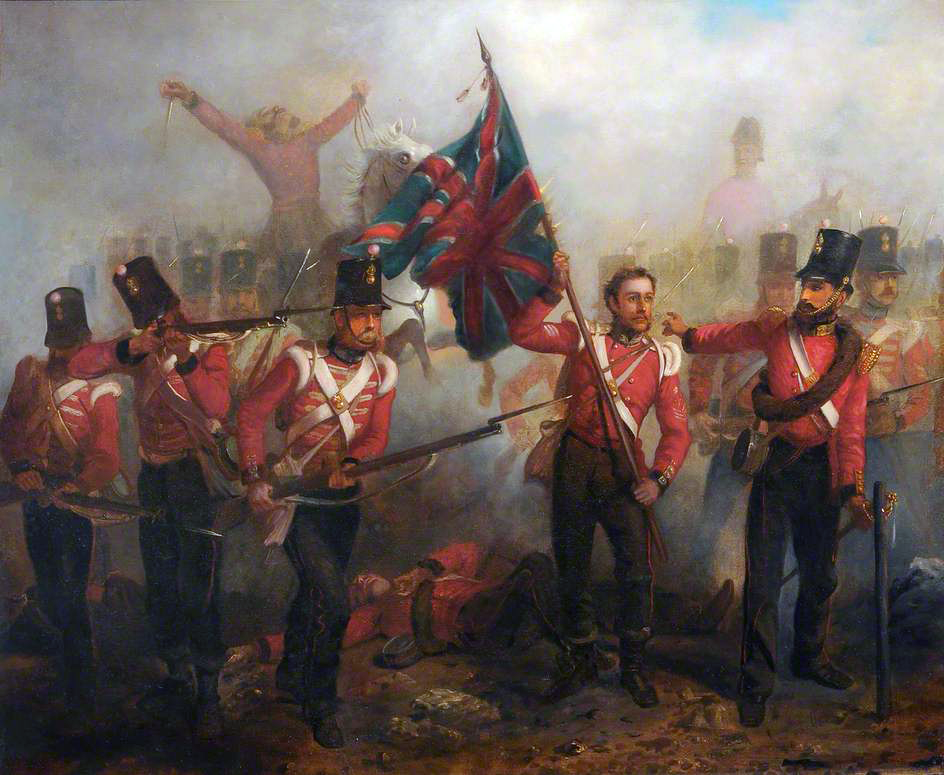
Сержант Люк О'Коннор в Битве на реке Альма.
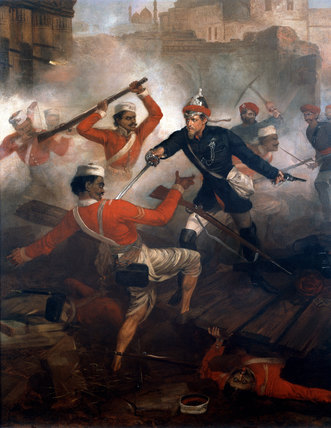
Лейтенант Уильям Александр Керр в бою у Колхапура, Индия, 1857 год.